# Love's Got a Hold on My Heart
「Love's Got a Hold on My Heart」(ラブス・ゴット・ア・ホールド・オン・マイ・ハート)は、イギリスのポップミュージックグループ・ステップスの曲である。アンドリュー・フランプトンとピート・ウォーターマンによって作詞・プロデュースされ、1999年7月にJiveとEbulによってバンドのセカンドアルバム、Steptacular（1999年）のリードシングルとしてリリースされた。グループメンバーのフェイ・トザーとクレア・リチャードがリードボーカルを務めている。このシングルはイギリスで2位を記録し、フィンランド、フランダース、アイルランド、ニュージーランドでトップ20ヒットとなった。付属のミュージックビデオはダニ・ジェイコブスが監督し、フランスのカンヌで撮影された。

## クリティカルな受信
Can't Stop the Popは、「このシングルですぐに飛び出すことの1つは、イントロの最初のキーボードの鳴き声から、それがどれほど夏らしいかということである。このトラックにはメロドラマのトレードマークのヒントがないわけではありませんが、全体としては、太陽の光と暖かさを醸し出す、はるかに軽い作品である。彼らは、コーラスは「欺瞞的に-そして永続的に-キャッチー」であると付け加えた。 スコットランドの新聞『デイリー・レコード』は「彼らの最高の曲だ」と言った。ユーロポップのサウンド、ABBA調のメロディー、そして彼らはCDボックスのダンスの動きさえ提供している。 彼らはまた、「この曲はバンドが安っぽく見えるように聞こえる」と書いている。曲は、あなたが足を叩いていることを確認するために、すべての適切な材料を使用して叩く。と。」

## チャートパフォーマンス
このシングルはUKシングルチャートで1位を逃し、ラテンポップシンガーのリッキー・マーティンに敗れた。リッキー・マーティンは「リヴィン・ラ・ビダ・ロカ」で2週目のトップに立たれた。イギリスのチャートで12週間過ごしたこのシングルは、2週間連続でチャートから落ちてから再び入り直したグループの唯一のシングルである。この曲はスコティッシュ・シングル・チャートで1位に達したが、逆に「Livin' la Vida Loca」がトップに到達するのを防いだ。「Love's Got a Hold on My Heart」もフィンランドとアイルランドで9位、ベルギーのフランダース地方で14位、ニュージーランドで18位、オーストラリアで29位を記録した。

## ミュージックビデオ
南フランスのカンヌで撮影された「Love's Got a Hold on My Heart」のミュージックビデオは、英国のミュージックビデオ監督兼編集者のダニ・ジェイコブスが監督した。メインプロットでは、グループが架空の「ステップ：ザ・ムービー」のためにフィルムリールを盗んだ男を追いかけ、黄色の衣装を着た桟橋でダンスルーチンを行うバンドのクリップが散りばめられている。

## トラックリスト
| - イギリス版CD1 1. "Love's Got a Hold on My Heart" – 3:19 2. "Love's Got a Hold on My Heart" (W.I.P. Off the Wall mix) – 6:12 3. "To Be Your Hero" – 3:49 - イギリス版CD2 1. "Love's Got a Hold on My Heart" – 3:19 2. "Love's Got a Hold on My Heart" (instrumental) – 3:20 3. "Last Thing on My Mind" (Wip't Up in the Disco mix instrumental) – 5:41 | - イギリス版カセットシングル 1. "Love's Got a Hold on My Heart" – 3:19 2. "To Be Your Hero" – 3:49 - オーストラリア版、ニュージーランド版、日本版CDシングル 1. "Love's Got a Hold on My Heart" – 3:19 2. "Love's Got a Hold on My Heart" (WIP Off the Wall mix) – 6:12 3. "To Be Your Hero" – 3:49 4. "Last Thing on My Mind" (WIP't UP the Disco mix instrumental) – 5:41 5. "Love's Got a Hold on My Heart" (instrumental) – 3:20 |

## クレジットと人員
| クレジットは「Steptacular」のライナーノートから適応されている。. 録音 - PWLスタジオ（ロンドンと[マンチェスター]、イギリス）で録音 - ワークハウス・スタジオとSarm East（イギリス、ロンドン）で追加録音 - PWLスタジオ（ロンドンとマンチェスター、イギリス）で混合 - Transfermationでマスター（ロンドン、イギリス） 人事 - ソングライティング – アンドリュー・フランプトン、ピート・ウォーターマン - 制作 – ダン・フランプトン、ピート・ウォーターマン - ミキシング – ダン・フランプトン - エンジニアリング – ダン・フランプトン - ドラム - ピート・ウォーターマン - キーボード – アンドリュー・フランプトン - ギター – ダン・フランプトン - ベース – アンドリュー・フランプトン | クレジットは「Love's Got a Hold on My Heart」のライナーノートから適応されている。 録音 - PWLスタジオ（ロンドンと[マンチェスター]、イギリス）で録音 - PWLスタジオ（ロンドンとマンチェスター、イギリス）で混合 - Transfermationでマスター（ロンドン、イギリス） 人事 - ソングライティング – ダン・フランプトン、ピート・ウォーターマン - 制作 – ダン・フランプトン、ピート・ウォーターマン - ミキシング – ダン・フランプトン、ポール・ウォーターマン - エンジニアリング – ダン・フランプトン |

## チャート
| チャート (1999年)                        | 最高順位 |
| ---------------------------------------- | -------- |
| オーストラリア (ARIA)                    | 29       |
| ベルギー (Ultratop 50 Flanders)          | 14       |
| ヨーロッパ (Eurochart Hot 100)           | 12       |
| フィンランド (Suomen virallinen lista)   | 9        |
| アイルランド (IRMA)                      | 9        |
| オランダ (Dutch Top 40 Tipparade)        | 9        |
| オランダ (Single Top 100)                | 58       |
| ニュージーランド (Recorded Music NZ)     | 18       |
| スコットランド (Official Charts Company) | 1        |
| UK シングルス (OCC)                      | 2        |
| UK インディ (OCC)                        | 1        |

| チャート (1999年)  | 順位 |
| ------------------ | ---- |
| イギリス単体 (OCC) | 62   |

## 認定
| 国/地域                                             | 認定   | 認定/売上数 |
| --------------------------------------------------- | ------ | ----------- |
| イギリス (BPI)                                      | Silver | 200,000^    |
| * 認定のみに基づく売上数 ^ 認定のみに基づく出荷枚数 |        |             |

## リリース歴
| 国       | 発売日         | フォーマット | レーベル       | 脚注   |
| -------- | -------------- | ------------ | -------------- | ------ |
| イギリス | 1999年12月12日 | CD カセット  | Jive Ebul      | [ 23 ] |
| 日本     | 1999年9月22日  | CD           | Jive Avex Trax | [ 24 ] |